# 狭叶一担柴
狭叶一担柴（学名：Colona thorelii）是锦葵科一担柴属的植物。分布在 老挝、中南半岛以及中国大陆的云南等地，生长于海拔500米至800米的地区，常生长在山地中，目前尚未由人工引种栽培。